# Don W. Cleveland

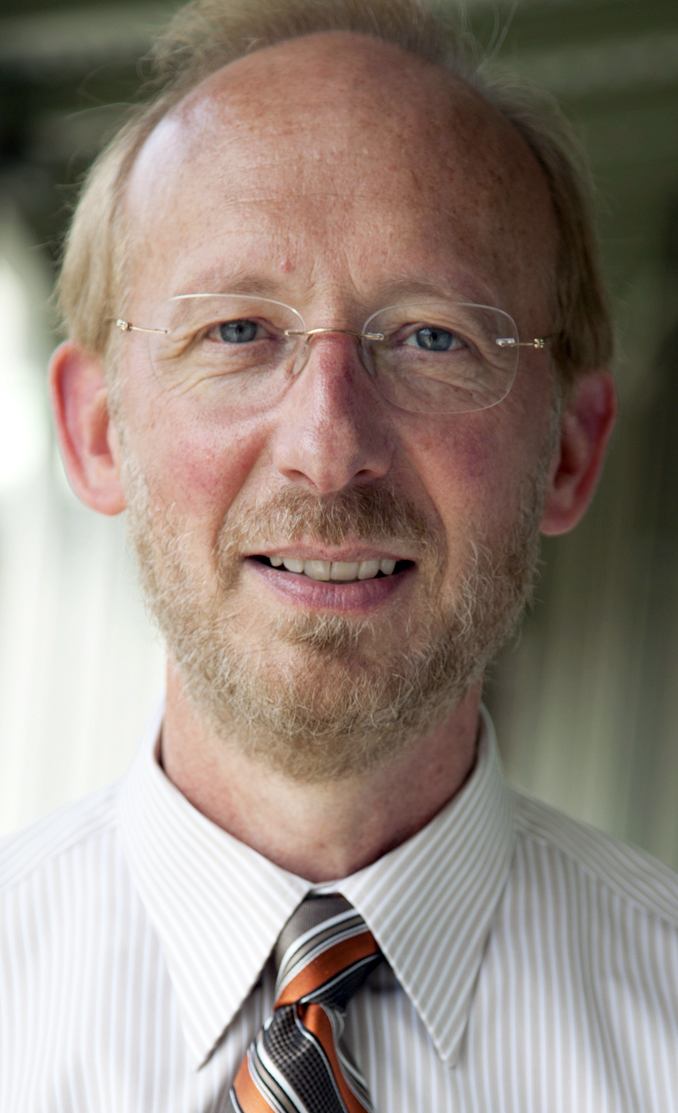
Don Cleveland

Don Whitefield Cleveland (* 26. August 1950 in Waynesville, Missouri) ist ein US-amerikanischer Biochemiker, Zell- und Molekularbiologe.
Don Cleveland erwarb seinen Bachelor-Abschluss an der New Mexico State University (wo er 1972 auch Valedictorian war) und wurde 1977 an der Princeton University in Biochemie promoviert. Seine Dissertation trug den Titel Purification and properties of tau, a microtubule associated protein which induces assembly of microtubules from purified tubulin. 1984 wurde er Associate Professor und 1988 Professor für biologische Chemie an der Johns Hopkins University. Ab 2000 war er Professor am Ludwig Institute for Cancer Research der University of California, San Diego.
Cleveland befasst sich mit Mechanismen der Mitose und den Mechanismen der Chromosom-Anordnung während der Mitose, Genom-Umordnung bei Krebs und neurodegenerativen Erkrankungen (Ursachen, insbesondere in den Zellskelett-Strukturen der Neuronen, und Therapieansätze) wie Amyotrophe Lateralsklerose (ALS), Chorea Huntington und Pick-Krankheit (Frontotemporale Demenz, FTD). Er fand eine Ursache bei vererblicher ALS in Gendefekten (Mutationen) im Gen für die Superoxiddismutase. Das führte zu neuen Ansätzen für die Therapie (Gen-Silencing, Stammzellentherapie).
Er identifizierte das Tau-Protein, das beim Zusammenbau des Mikrotubuli-Zellskeletts eine wichtige Rolle spielt und bei diversen neurodegenerativen Erkrankungen eine zentrale Rolle spielt (Alzheimer-Krankheit, chronische traumatische Hirnverletzungen zum Beispiel bei Football-Spielern, der sogenannten chronisch-traumatischen Enzephalopathie). Nach Cleveland ist das auch das erste Beispiel bei Säugern einer Steuerung der Genexpression post-transkriptional über die Steuerung von RNA-Instabilitäten. Das Protein ist im Krankheitsfall falsch gefaltet, sammelt sich an und führt zu langsamer Weiterverbreitung des defekten Proteins im Nervensystem. Cleveland selbst entwickelte eine DNA-Silencing Therapie für neurodegenerative Erkrankungen (DNA Designer Drugs, auf das defekte Gen und dessen RNA-Transkription zugeschnittene kurze Einzelstrang-DNA) und wies deren Wirksamkeit über mehr als drei Monate im Mausmodell nach. Klinische Tests bei einer angeborenen Form von ALS begannen 2010 und für Myotone Dystrophie 2013. Es folgten weitere für Chorea Huntington (wo eine Therapie mit Antisense-Oligonukleotiden in klinischen Studien ist) und andere ALS-Formen sowie die Pick-Krankheit und es wird an einer Erweiterung auf andere neurodegenerative Erkrankungen geforscht (2017), darunter die Parkinson-Krankheit.
Cleveland forscht auch an Gentherapie bei neurodegenerativen Erkrankungen mit AAV und Therapien mit CRISPR RNA Techniken. Er untersuchte die mögliche, schon seit langem vermutete Rolle von Aneuploidie bei der Krebsentstehung am Mausmodell (Zuchtlinien von Mäusen mit hoher Aneuploidie) und fand, dass Aneuploidie bei bestimmter zusätzlicher genetischer Disposition Krebs fördert, in anderen Fällen (falls andere krebserzeugende Mechanismen unabhängig Aneuploidie erzeugend wirken) aber unterdrückt.
Er entdeckte den Centromer-Bestandteil CENP-E, erforschte dessen Funktion bei Chromosomenanordnung in der Spindel bei der Mitose und Meiose (wobei er auch fand, dass der Aufbau epigenetisch bestimmt wird und wie das genau erfolgt) und entdeckte, dass dessen Hemmung die Mitose stoppt und zum Zelltod führt. Das lieferte Ansätze für neue Chemotherapeutika gegen Krebs (im klinischen Test durch GlaxoSmithKline und Cytokinetics).
2012 erhielt Cleveland den Howard Taylor Ricketts Award, 2018 für die Aufklärung der Molekularpathologie einer Form der ALS und Entwicklung einer Therapie (im Tiermodell) den Breakthrough Prize in Life Sciences.
Er ist Mitglied der National Academy of Sciences (2006), Fellow der American Academy of Arts and Sciences (2006), der American Association for the Advancement of Science (2009), der American Academy of Microbiology (2006) und Mitglied der National Academy of Medicine. 2013 war er Präsident der American Society for Cell Biology.